# Takamure Itsue
Takamure Itsue (高群 逸枝) (née le 19 janvier 1894, morte le 7 juin 1964) est une poétesse, militante, écrivaine, féministe, anarchiste, ethnologue et historienne japonaise.

## Biographie
Fille d’un enseignant, elle est obligée d’interrompre ses études, en 1913, pour travailler comme employée de bureau dans une usine et aider financièrement sa famille. Elle devient ensuite institutrice suppléante dans une école primaire.
En 1917, elle devient journaliste et commence à écrire des poésies, chroniques et articles de journaux. Elle entreprend en 1918 le pèlerinage de Shikoku.
À partir de 1919, elle se consacre à la recherche en sciences sociales et à l’histoire de la condition des femmes japonaises.
Vers 1926, elle se rapproche du mouvement libertaire et rejoint le Mouvement Paysan Autonome de Yasaburo Shimonaka qui prêche le retour à la terre.
En janvier 1930, elle est parmi les fondatrices de la Ligue artistique des femmes prolétariennes (Musan fujin geijutsu renmei) dont elle fonde également l’organe de la ligue, Fujin sensen (Le Front féminin) qui publia 16 numéros de 1930 à juin 1931.
À partir de 1933, la maladie l’oblige à se retirer de la vie militante et à ne se consacrer qu’à la recherche et au journalisme.

## Engagement féministe
Dans chacune de ses activités, Takamure reste fidèle à ses convictions féministes. Pionnière dans le domaine de la recherche sur l'histoire des femmes japonaises, Takamure écrit des textes classiques tels que Bokeisei no kenkyû en 1938, Shôseikon no kenkyû en 1953 et Josei no rekishi en 1954. Elle insiste sur le caractère « matrilinéaire » de la société japonaise ancienne et plaide pour un programme « maternaliste » de libération des femmes. Elle va à l'encontre des attentes des femmes japonaises,.

## Notices
- Dictionnaire international des militants anarchistes : notice biographique.
- RA.forum : notice bibliographique.